# Вотола (Ильинский район)
 Вотола — опустевшая деревня в Ильинском районе Ивановской области. Входит в состав Аньковского сельского поселения.

## География
Находится в западной части Ивановской области на расстоянии приблизительно 24 км на юго-восток по прямой от районного центра села Ильинское-Хованское.

## История
Нанесена была на карту еще 1808 года. В 1859 году здесь (тогда село в составе Юрьевского уезда Владимирской губернии) было учтено 40 дворов.

## Население
Постоянное население составляло 205 человек (1859 год), 0 как в 2002 году, так и в 2010.